# 伊豆見元永
伊豆見 元永（いずみ もとなが、1891年（明治24年）11月12日 - 没年不明）は、大正から昭和時代前期の政治家。沖縄県首里市長。

## 経歴
伊豆見元功の長男として、首里山川村（現沖縄県那覇市首里山川町）に生まれる。1910年（明治43年）沖縄県立第一中学校を卒業後、沖縄県第1回の貸費生として垣花恵常と共に東亜同文書院に入学する。1913年（大正2年）3月、同院を卒業し、三井物産上海支店に勤務する。のち芝罘出張所長を経て、上海支店に戻り会計事務を担当し、1931年（昭和6年）東京本社参事室勤務となり翌年10月に退社した。上海在任中は同地の沖縄県人会長を務めた。その後、郷里にて沖縄物産販売業などに従事した。1938年（昭和13年）3月21日、首里市長に就任した。